# Youn Yuh-jung
Youn Yuh-jung (윤여정, prononcé en coréen : [jun jʌdʑʌŋ]), née le 19 juin 1947, est une actrice sud-coréenne. Au cours d'une carrière cinématographique et télévisuelle s'étalant sur plus de cinq décennies, elle a joué dans de nombreuses séries télévisées et films sud-coréens. En 2021, elle remporte l'Oscar de la meilleure actrice dans un second rôle pour son rôle dans le film Minari (2020).

## Biographie
À partir de la fin des années 1960, elle est une étoile montante en Corée du Sud. Elle est acclamée par la critique pour son rôle dans Woman of Fire (1971) et remporte plusieurs prix. Elle épouse le chanteur populaire Jo Young-nam (en) et arrête sa carrière pendant plusieurs années.

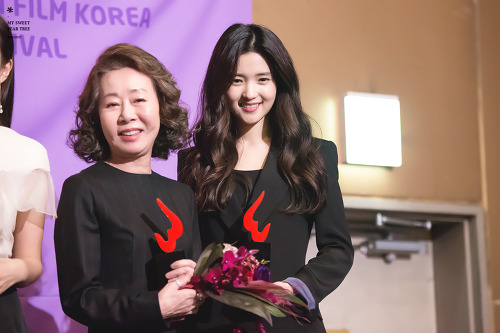
Yoon Yeo-jeong et Kim Taer-ri au Women In Film Korea Festival de 2016.

Elle reprend sa carrière d'actrice à la fin des années 1980. Youn Yuh-jung est alors connue pour ses rôles dans les films sud-coréens The Housemaid (2010), The Taste of Money (2012), The Bacchus Lady (2016), Canola (2016) et Lucky Chan-sil [2019).
Elle est également connue pour avoir joué des rôles de matriarche dans des séries familiales sud-coréennes  telles que Men of the Bath House (1995), Be Strong Geum Soon (2005), Daughters-in-Law (2007), My Husband Got a Family (2012), Dear Mes amis (2016), qui ont rencontré un succès populaire en Asie de l'Est . Elle joue également dans des émissions de téléréalité locales, notamment Sisters Over Flowers et Youn's Kitchen.
Elle est désormais connue au niveau international pour son rôle dans le film Minari (2020), pour lequel elle a obtenu une reconnaissance critique. Elle obtient le British Academy Film Award de la meilleure actrice dans un second rôle puis l'Oscar de la meilleure actrice dans un second rôle ; elle est également nommée pour un Critics 'Choice Movie Award et deux Screen Actors Guild Awards, devenant la première actrice coréenne à être nommée pour ces prix.

## Filmographie

### Cinéma
- 2025 : The Wedding Banquet d'Andrew Ahn

### Série télévisée
- 2022 : Pachinko -  Kim Sunja (âgée).

## Distinctions

### Nominations
- 2020 : Chicago Film Critics Association Awards de la meilleure actrice dans un second rôle dans un drame pour Minari (2020).
- 2020 : Florida Film Critics Circle Awards de la meilleure actrice dans un second rôle dans un drame pour Minari (2020).
- 2020 : Indiana Film Journalists Association Awards de la meilleure actrice dans un second rôle dans un drame pour Minari (2020).
- 2021 : Chicago Indie Critics Awards de la meilleure actrice dans un second rôle dans un drame pour Minari (2020).
- 26e cérémonie des Critics' Choice Movie Awards 2021 : Meilleure actrice dans un second rôle dans un drame pour Minari (2020).
- 2021 : Dallas-Fort Worth Film Critics Association Awards de la meilleure actrice dans un second rôle dans un drame pour Minari (2020).
- 2021 : Denver Film Critics Society Awards de la meilleure actrice dans un second rôle dans un drame pour Minari (2020).
- 2021 : Houston Film Critics Society Awards de la meilleure actrice dans un second rôle dans un drame pour Minari (2020).
- 2021 : International Cinephile Society Awards de la meilleure actrice dans un second rôle dans un drame pour Minari (2020).

### Récompenses
- 2020 : Boston Society of Film Critics Awards de la meilleure actrice dans un second rôle dans un drame pour Minari (2020).
- 2020 : Bruin Film Society Awards de la meilleure actrice dans un second rôle dans un drame pour Minari (2020).
- 2020 : Greater Western New York Film Critics Association Awards de la meilleure actrice dans un second rôle dans un drame pour Minari (2020).
- 2021 : Alliance of Women Film Journalists Awards de la meilleure actrice dans un second rôle dans un drame pour Minari (2020).
- 2021 : Austin Film Critics Association Awards de la meilleure actrice dans un second rôle dans un drame pour Minari (2020).
- 2021 : Black Film Critics Circle Awards de la meilleure actrice dans un second rôle dans un drame pour Minari (2020).
- 74e cérémonie des British Academy Film Awards 2021 : Meilleure actrice dans un second rôle dans un drame pour Minari (2020).
- 2021 : Columbus Film Critics Association Awards de la meilleure actrice dans un second rôle dans un drame pour Minari (2020).
- 2021 : Detroit Film Critics Society Awards de la meilleure actrice dans un second rôle dans un drame pour Minari (2020).
- 2021 : DiscussingFilm Critics Awards de la meilleure actrice dans un second rôle dans un drame pour Minari (2020).
- 2021 : Film Independent Spirit Awards de la meilleure actrice dans un second rôle dans un drame pour Minari (2020).
- 2021 : GALECA: The Society of LGBTQ Entertainment Critics de la meilleure performance féminine de l'année dans un second rôle dans un drame pour Minari (2020).
- 2021 : Georgia Film Critics Association Awards de la meilleure actrice dans un second rôle dans un drame pour Minari (2020).
- 2021 : Gold Derby Awards de la meilleure actrice dans un second rôle dans un drame pour Minari (2020).
- 2021 : Gotham Independent Film Awards de la meilleure actrice dans un drame pour Minari (2020).
- 2021 : Hollywood Critics Association Awards de la meilleure actrice dans un second rôle dans un drame pour Minari (2020).
- 2021 : International Online Cinema Awards de la meilleure actrice dans nun second rôle dans un drame pour Minari (2020).
- 2021 : Iowa Film Critics Awards de la meilleure actrice dans un second rôle dans un drame pour Minari (2020).
- 2021 : Kansas City Film Critics Circle Awards de la meilleure actrice dans un second rôle dans un drame pour Minari (2020).
- 2021 : Latino Entertainment Journalists Association Film Awards de la meilleure actrice dans un second rôle dans un drame pour Minari (2020).
- Los Angeles Film Critics Association Awards 2021 : Meilleure actrice dans un second rôle dans un drame pour Minari (2020).
- 2021 : Maxmovie Awards de la meilleure actrice dans un second rôle dans un drame pour Minari (2020).3.
- 93e cérémonie des Oscars 2021 : Meilleure actrice dans un second rôle dans un drame pour Minari (2020).